# Mijo Franković
Mijo Franković (Haljinići, Kakanj, 1946.), bh. stručnjak za zaštitu spomenika kulture i prirode, etike baštine, ekologije i šumarstva, autor prostornih planova

## Životopis
Rodio se u Haljinićima kod Kaknja. U Kaknju završio gimnaziju. U Sarajevu 1972. završio Šumarski fakultet. Položio izvanredno ispite na odsjeku društvene ekonomije Ekonomskog fakulteta u Sarajevu. Pohađao u Sarajevu poslijediplomski iz zaštite šuma. Radio u Zavidovićima, Fojnici, Loparama, Ilijašu, Bugojnu i Tuzli. Bio direktorom Kombinata „Bosna“ Ilijaš i Konjuhovog OOUR-a u Tuzli. Osnivač Zavoda za zaštitu spomenika kulture i prirode 1985. godine. Direktor i stručni suradnik u tom zavodu. Od 1997. do 1999. godine u stručnjačkom timu za izradu legislativnih materijala iz oblasti zaštite kulturno-povijesne baštine BiH. Rukovoditelj i suautor Projektne studije revitalizacije Kule Srebrenik te niza ostalih kapitalnih projekata, priloga, separata, recenzija iz oblasti zaštite i valorizacije kulturno-povijesne i prirodne baštine Bosne i Hercegovine. Jedan od glavnih autora prvog Prostornog plana Tuzlanske županije. Autor je specijalističkih studija iz područja baštine, ekologije i šumarstva. Konzultant i savjetnik na Projektu restauracije i konzervacije
nacionalnog spomenika BiH «Bijela džamija» u Gornjoj Tuzli. Autor je znanstvenih separata iz oblasti šuma, prirodne i kulturne baštine za Prostorni plan općine Tuzla za razdoblje od 2013. – 2023. godine. Sudionik i moderator više okruglih stolova i promocija iz područja obnove i zaštite naslijeđa BiH u Sarajevu, Mostaru, Bihaću i Tuzli. Napisao dvije monografije iz područja baštine. Zbog nefunkcionalnosti bh. društva smicalicama smijenjen s mjesta u Zavodu a na njegovo je mjesto dovedena osoba nepripadajućih kvalifikacija. Unatoč višekratnom obavještavanju putem javnih medija (Tuzlanski list), institucije sustava su zakazale te je bio prisiljen iste godine otići u prijevremenu mirovinu, pet godina prije roka.

## Djela
Djela:
- Napisao više radova iz estetike prirode u Zborniku radova SUFJ, Tuzla 1987. i časopisu «Priroda», Zagreb i radova iz etike zaštite kulturno-povijesne baštine (Naslijeđe i identitet, Zbornik radova, Sarajevo 1997.).
- Dio skupine autora Studije o kulturno-povijesnoj baštini za općine Tuzla, Živinice, Kladanj, Lopare i Zvornik. Autor je studija o prirodnom baštini za iste općine.
- Monografske brošure iz zaštite baštine «Šikara», «Drijenča» i «Lipnica».
- Župa Breške (Ogledi o župi u riječi i slici), recenzirao prof. dr. Ivan Šarčević, uredio i napisao predgovor Franjo Martinović, Breške – Tuzla, kolovoza 2009.[2][3]
- Samostalni je autor Elaborata (Studije) o prirodnim i kulturno-povijesnim vrijednostima planine Konjuh (sada JU Zaštićeni pejzaž „Konjuh“).

## Vanjske poveznice
- TuzlaLIVE  Arhivirana inačica izvorne stranice od 10. siječnja 2018. (Wayback Machine) Mijo Franković: Ognjeni konj serije 25-26, 19. kolovoza 2017.
- Rijec.ba  Arhivirana inačica izvorne stranice od 10. siječnja 2018. (Wayback Machine) Mijo Franković: Portretiranje Tuzle hrastom, 19. rujna 2017.